# Fourth Allied Tactical Air Force
Die Fourth Allied Tactical Air Force (kurz: 4 ATAF; deutsch 4. Alliierte Taktische Luftflotte) war ein Großverband der NATO zur Zeit des Kalten Krieges, dessen Aufgabe darin bestand, Luftunterstützung für die CENTAG (Central Army Group) zur Verfügung zu stellen. Sie wurde 1951 gegründet und ihr Hauptquartier befand sich zunächst an der Trier Air Base, bevor es ab 1957 an der Ramstein Air Base stationiert war. 1980 wurde das Hauptquartier der 4 ATAF zusammen mit dem der CENTAG in die Campbell Barracks in Heidelberg verlegt. 1993 stellten CENTAG und 4 ATAF ihre Arbeit ein und wurden durch das Hauptquartier von LANDCENT (Allied Land Forces Central Europe) ersetzt. Die Aufgaben der 4 ATAF wurden dabei von den Allied Air Forces Central Europe übernommen.

## Standorte
Hauptstützpunkten waren für die U.S. Air Force:
- Ramstein
- Spangdahlem
- Sembach

Für die Royal Canadian Air Force/Canadian Forces Air Command:
- Zweibrücken
- Flughafen Lahr
- Baden-Soellingen

Sowie die Flugplätze der Deutschen Luftwaffe in Baden-Württemberg und Bayern:
- Fürstenfeldbruck
- Memmingen
- Mengen

## Befehlshaber
- General Dean C. Strother 1951–1953
- Major general Robert M. Lee 1953–1957
- Lieutenant General Edward J. Timberlake 1957–1958
- General Frank F. Everest 1958–1959
- General Frederic H. Smith, Jr. 1959–1961
- General Truman H. Landon 1961–1963
- General Gabriel P. Disosway 1963–1965
- General Bruce K. Holloway 1965–1966
- General Maurice A. Preston 1966–1968
- General Horace M. Wade 1968–1969
- General Joseph R. Holzapple 1969–1971
- General David C. Jones 1971–1974
- Generalmajor Carl-Heinz Antonius Greve 8. Oktober 1974 bis 31. März 1981
- Generalleutnant Bruno Loosen 1981–1982
- Generalleutnant Horst Jungkurth 1982–1985
- Generalleutnant Walter Schmitz 1985–1987
- Generalleutnant Rolf Thiemann 1987–?
- Generalleutnant Siegfried Pacholke bis 1993